# 亚硝酸正戊酯
亚硝酸正戊酯是一種亚硝酸烷基酯，用作降血压药。它也可以用于治疗氰化物中毒。 
它也是一种用作情慾芳香劑的休闲化學藥品。